# Lee Da-bin
Lee Da-bin (koreanska: 이다빈), född 7 december 1996, är en sydkoreansk taekwondoutövare.

## Karriär
Vid OS 2020 tog Lee Da-bin silver i taekwondons tungviktsklass. Vid VM 2019 tog hon guld.
Vid olympiska sommarspelen 2024 i Paris tog Lee brons i +67 kg-klassen.